# Харыбан

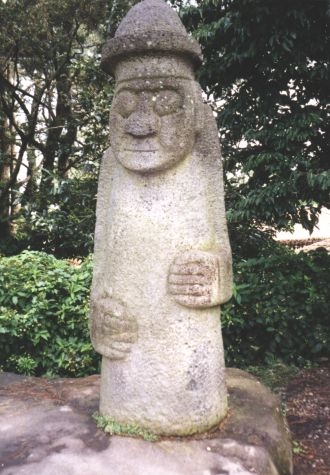

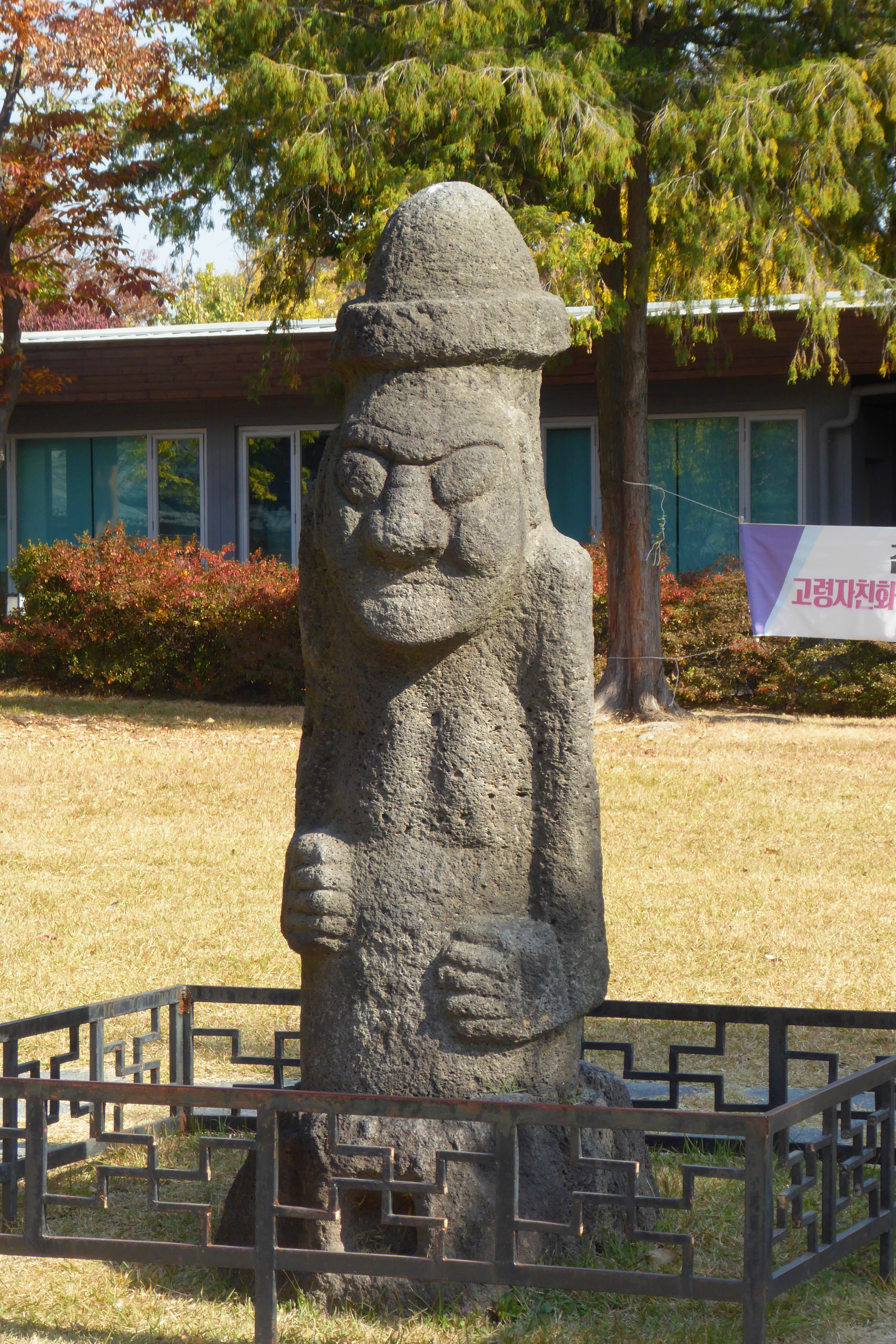
Харыбан с острова Чеджудо на выставке возле Национального фольклорного музея Кореи в Сеуле

Харыбан — тип каменных человекоподобных скульптур на южнокорейском острове Чеджудо, средняя высота которых составляет 130—190 см. 25 августа 1971 года все существующие харыбаны были под номером 2 включены в список национальных культурных ценностей провинции Чеджудо.

## Внешний вид

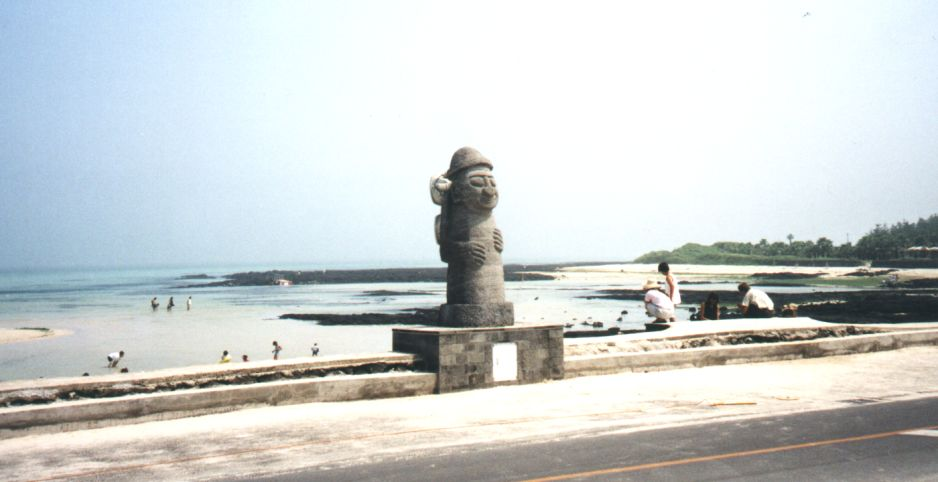
Харыбан на пляже Хёпчжэ на острове Чеджудо

Харыбаны представляют собой столбоподобные фигуры с человекоподобными лицами; их высота может варьироваться от 103 до 266 см. Характерными особенностями внешнего вида таких статуй является общее выражение лица, похожее на ухмылку, большие выпуклые глаза без зрачков, большой и плоский нос, закрытый улыбающийся рот и находящиеся в как будто расслабленном состоянии кисти рук, расположенные ниже лица одна над другой. Всю верхнюю часть харыбана увенчивает подобие шляпки гриба. Слово «харыбан» («толь харыбан») с диалекта, на котором говорят жители острова Чеджу, можно перевести как «каменный дед».

## Этимология названия
Термин «толь харыбан» возник не ранее середины XX века и образован от корейского 돌 («толь» — «камень») и слова из чеджуского диалекта 하르방 (собственно «харыбан»), означающего «старый дед». Помимо этого, его также могли называть «поксумори», то есть «голова шамана», «мусонмок» (武石木), «усонмок» (偶石木). В исторических хрониках располагавшегося на Чеджудо в Средние века королевства Тамла его называли «онджунсок» (옹중석 翁仲石), однако ныне это название не используется.